# Distretto di El Aouinet
Il distretto di El Aouinet è un distretto della provincia di Tébessa, in Algeria, con capoluogo El Aouinet.